# بطولة تونس لألعاب القوى 1999
بطولة تونس لألعاب القوى 1999 هو الدورة 44 من بطولة تونس لألعاب القوى.

فاز بهذا الموسم النادي الرياضي للحرس الوطني.

## روابط خارجية
- الموقع الرسمي للجامعة التونسية لألعاب القوى.